# Thin Ice (Fernsehserie 2020)
Thin Ice (englisch für „dünnes Eis“) ist eine schwedisch-isländisch-französische Fernsehserie, die ihre Premiere am 3. Februar 2020 im schwedischen Fernsehsender TV4 hatte. Die deutsche Erstausstrahlung erfolgte im Januar 2022 im SWR Fernsehen. Vor dem Hintergrund des Klimawandels wird die Geschichte um die entführte Besatzung eines Schiffs, wirtschaftliche Interessen und internationale Politik erzählt.

## Handlung
Während eines Treffens der Außenminister des Arktischen Rates wird ein schwedisches Ölerkundungsschiff angegriffen und seine Besatzung entführt.

## Episodenliste
| Nr. | Deutscher Titel           | Originaltitel | Erstausstrahlung (Schweden) | Deutschsprachige Erstausstrahlung (D) |
| --- | ------------------------- | ------------- | --------------------------- | ------------------------------------- |
| 1 | Entführung auf Grönland   | Del 1         | 3. Feb. 2020                | 26. Jan. 2022                         |
| In der grönlandischen Stadt Tasiilaq findet das Treffen der Außenminister des Arktischen Rats statt. Währenddessen wird das schwedische Forschungsschiff Per Berger in grönlandischen Gewässern angegriffen und die Besatzung wird entführt. Das verlassene Schiff wird später von der dänischen Marine entdeckt. Auf dem Schiff befindet sich neben der Besatzung auch Viktor Baker, ein Berater der schwedischen Außenministerin Elsa Engström, der das Schiff anstelle seiner Chefin besucht. Baker ist mit Liv Hermanson, einer Mitarbeiterin des schwedischen Geheimdienstes Säpo liiert, die ein Kind von ihm erwartet. Da die dänische Polizei ablehnt, dass sich schwedische Behörden an den Ermittlungen und der Suche der entführten Schiffsbesatzung beteiligen, reist Hermanson auf eigene Faust zusammen mit dem schwedischen Unternehmer Ville Berger, dessen Unternehmen Berger Oil Eigner der Per Berger ist, nach Tasiilaq. |                           |               |                             |                                       |
| 2 | Eisbärenalarm             | Del 2         | 10. Feb. 2020               | 27. Jan. 2022                         |
| Nervosität macht sich breit beim Arktischen Rat, nachdem ein Eisbär einen Fototermin jäh beendet und die Telegrafenmasten gesprengt werden. Gleichzeitig finden Liv, Viktors Ehefrau aus Schweden, und der grönländische Polizist Enok bei ihren Ermittlungen erste Hinweise auf die Entführer. (ARD) |                           |               |                             |                                       |
| 3 | In Geiselhaft             | Del 3         | 17. Feb. 2020               | 27. Jan. 2022                         |
| Die entführte Crew wird in einer Hütte gefangen gehalten. Liv findet heraus, dass Russland in die Entführung verstrickt ist, während Enok selbst unter Verdacht gerät. Elsa versucht, die Grönländer für den Naturschutzvertrag zu gewinnen. Aber zeitgleich wird bekannt, dass ein riesiges Ölfeld entdeckt wurde. (ARD) |                           |               |                             |                                       |
| 4 | Suche nach den Vermissten | Del 4         | 24. Feb. 2020               | 27. Jan. 2022                         |
| Elsa steht nach einer Hetzkampagne kurz vor dem Scheitern ihres Vertrags. Während Liv und Enok durch die vereiste Landschaft nach Scoresbysund reisen, finden sie die Spuren der Entführten und schließlich sogar Leichen. Einer der beteiligten Entführer kann als Russe identifiziert werden. (ARD) |                           |               |                             |                                       |
| 5 | Trauer um die Toten       | Del 5         | 2. März 2020                | 28. Jan. 2022                         |
| Zermürbt von der Hetzkampagne und erschüttert durch die Trauer um die Toten will Elsa ihr Amt als Ministerin und den Vertrag aufgeben. Die Empörung über Russland eint den Arktischen Rat. Bis plötzlich ein dänischer Soldat im Video einer Entführten auftaucht. (ARD) |                           |               |                             |                                       |
| 6 | Bangen um Viktor          | Del 6         | 9. März 2020                | 28. Jan. 2022                         |
| Die Entführer drohen, Viktor umzubringen, sollte der Naturschutzvertrag für die Arktis unterschrieben werden. Elsa geht ein hohes Risiko ein, erreicht aber den Ausschluss Russlands aus dem Rat. Hinweise zu Russlands Unschuld führen Liv und Enok hoch in den Norden. (ARD) |                           |               |                             |                                       |
| 7 | Entscheidung im Eis       | Del 7         | 16. März 2020               | 28. Jan. 2022                         |
| Der schwedische Ölmagnat Berger erwirbt die Bohrrechte für die grönländische Ölquelle. Als eine frühere Verbindung Elsas zu ihm bekannt wird, steht nun Schweden am Pranger und wird von Russland bedroht. Liv und Enok kämpfen gegen die Entführer – und um ihr Leben. (ARD) |                           |               |                             |                                       |
| 8 | Täter oder Opfer          | Del 8         | 23. März 2020               | 28. Jan. 2022                         |
| Nach dem Tod des scheinbaren Täters wird der Öl-Deal annulliert und der Vertrag steht zur Unterschrift. Doch ein Angebot der USA verändert alles. Liv hilft Enok bei der Suche nach seiner Familie. Dabei stoßen sie auf einen brisanten Hinweis. Müssen sie die wahren Täter in den eigenen Reihen suchen? |                           |               |                             |                                       |